# Hungersnot im Libanonberg

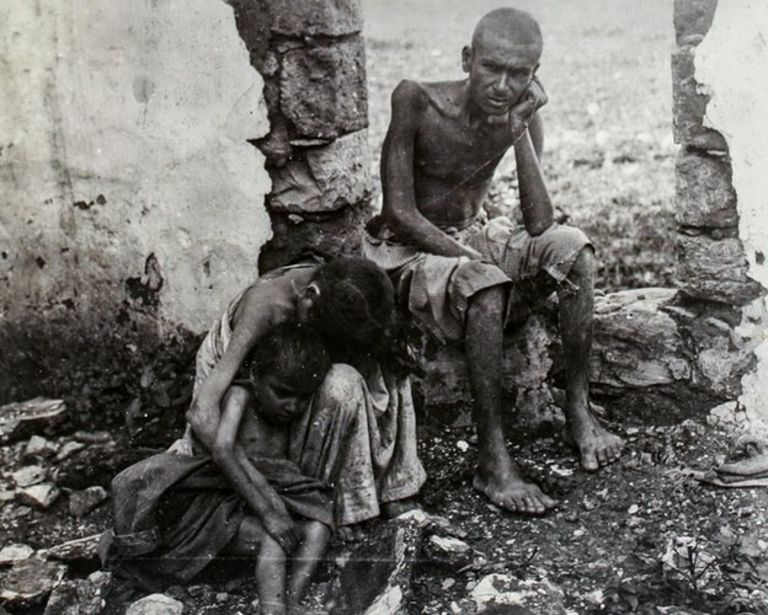
Hungernder Mann und Kinder im Libanonberg

Die Hungersnot im Libanonberg von 1915 bis 1918, auch als Kafno (aus dem Klassisch-Syrischen: ܟܦܢܐ, Kafno, „Hunger“ oder „Verhungerung“) bezeichnet, war eine der schwersten humanitären Katastrophen während des Ersten Weltkriegs im Nahen Osten. Etwa 200.000 Menschen – rund 50 Prozent der damaligen Bevölkerung des Mutesarriflik Libanonberg – starben infolge von Hunger und damit verbundenen Krankheiten. Die Hungersnot war das Ergebnis einer Kombination aus Kriegsblockaden, gezielten politischen Maßnahmen der osmanischen Behörden und Naturkatastrophen. Besonders die christliche Bevölkerung, vorwiegend Maroniten, war von der Katastrophe betroffen.

## Historischer Hintergrund

### Geopolitische Situation
Das Mutesarriflik Libanonberg war seit 1861 eine halbautonome Provinz innerhalb des Osmanischen Reiches, die nach dem Libanon-Konflikt von 1860 geschaffen wurde. Das Gebiet genoss bis 1915 einen Sonderstatus mit weitgehender Autonomie. Mit Beginn des Ersten Weltkrieges wurde die von 1860 bis 1915 autonome osmanische Provinz Libanonberg durch türkische und deutsche Truppen militärisch besetzt. Gleichzeitig verlor das Gebiet seinen autonomen Status, als die osmanischen Behörden die zuvor mit den europäischen Mächten geschlossenen Abkommen aufkündigten, die den Christen im Osmanischen Reich Schutz garantiert hatten.

### Wirtschaftliche Situation vor dem Krieg
Die Wirtschaft des Libanonbergs war hochspezialisiert und exportorientiert. Sie stützte sich stark auf die Seidenraupenzucht. Rohseide wurde in Webstühlen verarbeitet und Fertigwaren auf den europäischen Markt verschifft. Auch Weinbau spielte eine wichtige Rolle, während Grundnahrungsmittel größtenteils importiert werden mussten. Diese wirtschaftliche Spezialisierung machte das Gebiet besonders anfällig für Versorgungsengpässe im Kriegsfall.

## Ursachen der Hungersnot

### Seeblockade der Alliierten
Die Hungersnot hatte mehrere sich gegenseitig verstärkende Ursachen. Eine davon war die von den Entente-Mächte verhängte Seeblockade über die osmanische Küste zu Beginn des Ersten Weltkrieges. Sie blockierten das östliche Mittelmeer, ähnlich wie sie es bei Deutschland in Europa taten, um die Wirtschaft zu erwürgen – im Wissen, dass dies tiefgreifende Auswirkungen auf die Zivilbevölkerung in der Region haben könnte.

### Politische Maßnahmen der osmanischen Behörden
Die Situation wurde erheblich verschärft durch Cemal Pascha, den Kommandeur der Vierten Armee des Osmanischen Reiches, der gezielt Getreidelieferungen aus dem benachbarten Syrien in den Libanon verhinderte. Enver Pascha hatte Cemal Pascha mit der Aufgabe betraut, die Christen im Osmanischen Reich zu bekämpfen. Da jedoch eine offene Gewaltanwendung wie bei den Armeniern und assyrischen Christen aufgrund der Nähe zu Europa und der Erfahrungen nach den Massakern von 1860 zu riskant erschien, wurde gezielt nach anderen Methoden gesucht.
Bereits im November 1914, kurz nach Kriegseintritt des Osmanischen Reiches, kam es zu ersten Lebensmittelengpässen im Gebiet des heutigen Libanon, allen voran Weizen. Die Beschaffung von Güterwaggons für den Transport zum Beiruter Vilayet war ohne die Zahlung hoher Bestechungsgelder an die Militärkommandanten und die Eisenbahnbehörden unmöglich. Die Getreidepreise begannen zu steigen. Deutsche und türkische Heeresverbände führten in der Folge umfangreiche Requirierungen von Lebensmitteln durch, was die Versorgungslage der Zivilbevölkerung weiter verschlechterte.

### Naturkatastrophen
Zu den menschengemachten Ursachen kam eine Naturkatastrophe hinzu: Ein Heuschreckenschwarm vernichtete die verbleibenden Ernten in der Region und verschärfte damit die bereits kritische Ernährungssituation.

## Ausmaß und Verlauf der Hungersnot

### Opferzahlen und demographische Auswirkungen
In der Folge der Hungersnot starben etwa 200.000 Menschen der damals im Libanonberg lebenden 400.000 Einwohner, wobei vor allem die christliche Bevölkerung betroffen war. Diese Zahl entspricht einem Rückgang der Bevölkerung um etwa 50 Prozent – eine der höchsten pro-Kopf-Sterblichkeitsraten in einem abgegrenzten Gebiet während des Ersten Weltkriegs.

### Alltag während der Hungersnot
Die Lage der Menschen der Region war prekär. Neben der eigentlichen Hungerskatastrophe grassierten schnell auch Krankheiten. Auch von Fällen von Kannibalismus wird berichtet.
Der libanesische Dichter Khalil Gibran beschreibt bspw., wie in Beirut „eine Armee von Bettlern“ erschien. „[…] [D]er Anblick ausgemergelter Männer, Frauen und Kinder, die in Mülleimern wühlten oder die toten Kadaver von Tieren aßen, wurde alltäglich. Andere, zu schwach, um den Kampf fortzusetzen, starben auf den Straßen. Inzwischen wurde das ganze Land von Krankheiten heimgesucht. Hausfliegen verbreiteten Typhus, Körperläuse Fleckfieber, Ratten die Beulenpest, Mücken Malaria, und Heuschreckenschwärme verdunkelten die Sonne.“

## Internationale Reaktionen

### Rolle der deutschen und osmanischen Truppen
Während die osmanischen Behörden aktiv zur Verschärfung der Hungersnot beitrugen, sahen die deutschen Stellen dem Schicksal der Libanesen weitgehend tatenlos zu. Die vorwiegend Französisch sprechenden und katholischen Levantiner waren der protestantisch-preußisch dominierten deutschen Elite suspekt.
Ein deutscher Augenzeuge der damaligen Ereignisse war der von 1917 bis 1918 in Baalbek tätige Archäologe Theodor Wiegand, der die Hungerkatastrophe in seinen Tagebuchaufzeichnungen dokumentierte.

### Reaktionen in den USA
In den Vereinigten Staaten kam es zu umfangreichen Protestaktionen, die unter anderem von libanesischen Emigranten wie Khalil Gibran organisiert wurden. Im Juni 1916 wurde in Brooklyn, New York, das Syrian-Mount Lebanon Relief Committee unter dem Vorsitz von Najeeb Shaheen Maloof und dem stellvertretenden Vorsitz des bekannten Schriftstellers Amin Rihani gegründet. Gibran wurde zum Sekretär des Komitees ernannt.
Das Komitee versuchte, die amerikanische Regierung zum Eingreifen zu bewegen, indem es das State Department in Washington kontaktierte. In einem Schreiben an das Außenministerium beschrieb Gibran die verzweifelte Lage:
„Die Menschen in Syrien und dem Libanonberg, Sir, sterben tatsächlich an Hunger und an Krankheiten, die aus Mangelernährung resultieren. Ihre Not ist erschreckend, und sie sind heute ein hilfloses Volk, das dem Untergang geweiht ist“.

## Auswirkungen und Nachwirkungen

### Migration
Die Hungersnot löste eine massive Auswanderungswelle aus. Viele Libanesen wanderten in dieser Zeit aus, vor allem in die USA, Kanada, Lateinamerika, Australien und nach Südafrika. Heute gibt es weltweit etwa sechs Millionen aus dem Libanon abstammende Maroniten.
Gleichzeitig kam es zur Einwanderung von mehreren hunderttausend Armeniern in den Libanon, die vor dem Völkermord im Osmanischen Reich flohen und sich vor allem im Beiruter Stadtteil Bourj Hammoud niederließen.

### Erinnerungskultur

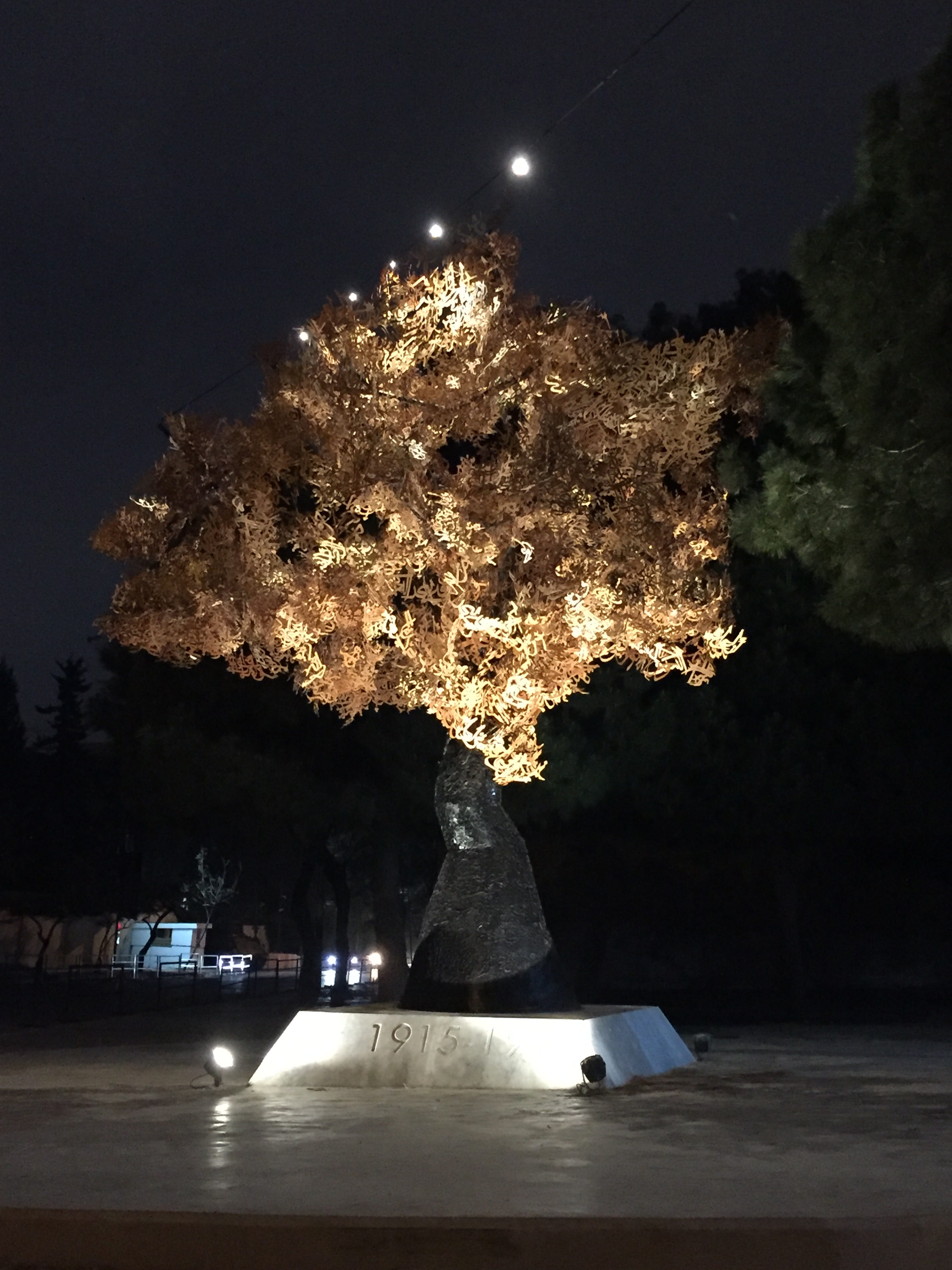
Das 2018 eingeweihte Denkmal in Beirut

Die Hungersnot wird in der libanesischen Erinnerungskultur als eine der traumatischsten Erfahrungen in der Geschichte des Landes betrachtet und war ein wichtiger Faktor bei der Herausbildung eines libanesischen Nationalbewusstseins nach dem Ersten Weltkrieg.
Khalil Gibran, einer der bedeutendsten libanesischen Schriftsteller, verfasste während der Hungersnot bewegende Texte über das Leiden der Menschen vor Ort.
Die erste Gedenkstätte zum Gedenken an die Opfer der Hungersnot wurde 2018 in Beirut errichtet. Sie befindet sich vor der Saint-Joseph-Universität und wurde auf Initiative des libanesischen Historikers Christian Taoutel und des libanesischen Schriftstellers Ramzi Toufic Salame errichtet.

## Vergleich zu anderen Hungersnöten im Ersten Weltkrieg
Die Hungersnot im Libanonberg steht im Kontext weiterer durch den Ersten Weltkrieg verursachter Hungerkatastrophen. In Deutschland starben etwa 750.000 Menschen an Unterernährung und deren Folgen. 1915 verschlechterte sich die Versorgung der deutschen Bevölkerung mit Nahrung rapide, da vor Kriegseintritt versäumt wurde, ausreichend Lebensmittelvorräte anzulegen.
Die miserable Versorgung mit Lebensmitteln erreichte 1916/17 im Kohlrübenwinter einen dramatischen Höhepunkt in Deutschland. Im Vergleich dazu war die Sterblichkeitsrate im Libanonberg jedoch deutlich höher, da dort rund 50 % der Bevölkerung umkamen.